# 聖安東尼奧蘇奇特佩克斯
聖安東尼奧蘇奇特佩克斯（西班牙語：San Antonio Suchitepéquez），是危地馬拉的城鎮，位於該國西南部，由蘇奇特佩克斯省負責管轄，面積64平方公里，海拔高度359米，2002年人口37,857，人口密度每平方公里591.52人。